# Pidciumal, Boureni
Pidciumal (în ucraineană Підчумаль) este un sat în comuna Vucikove din raionul Boureni, regiunea Transcarpatia, Ucraina.

## Demografie
Componența lingvistică a localității Pidciumal
     Ucraineană (99,36%)
     Alte limbi (0,64%)
Conform recensământului din 2001, majoritatea populației localității Pidciumal era vorbitoare de ucraineană (99,36%), existând în minoritate și vorbitori de alte limbi.